# Piz Laschadurella
Der Piz Laschadurella ist ein Berg im Engadin im Schweizer Kanton Graubünden, östlich von Zernez.
Sein Gipfel ist 3046 m ü. M. hoch. Der Westgipfel auf 3001 m ist ein Ziel für Skitouren von der Val Laschadura her. Die Südseite des Berges liegt im Schweizerischen Nationalpark. Über den Gipfel verläuft die Grenze der politischen Gemeinden Scuol und Zernez.